# Venise Chan
Venise Chan (* 30. Mai 1989 in Hongkong), oftmals auch Chan Wing-Yau, ist eine ehemalige Tennisspielerin aus Hongkong.

## Karriere
Chan begann im Alter von sieben Jahren mit dem Tennisspielen. Auf dem ITF Women’s Circuit gewann sie sechs Einzel- und zwei Doppeltitel. Ihre erste Partie für die Fed-Cup-Mannschaft von Hongkong bestritt sie am 20. April 2006, sie besiegte Lee Wei-Ping aus Singapur mit 6:3 und 6:0. In ihren insgesamt 22 Partien bis Februar 2013 konnte sie 16 Siege feiern.
Im Jahr 2014 spielte sie ein einziges Match im Hauptfeld eines WTA-Turniers (Doppelwettbewerb in Hongkong; Niederlage an der Seite ihrer Landsfrau Wu). Im Dezember 2014 scheiterte sie dann zweimal in der Qualifikation eines ITF-Turniers; seitdem ist sie auf der Damentour nicht mehr angetreten.

## Turniersiege

### Einzel
| Nr. | Datum           | Turnier             | Kategorie   | Belag     | Finalgegnerin       | Ergebnis      |
| --- | --------------- | ------------------- | ----------- | --------- | ------------------- | ------------- |
| 1.  | November 2005   | Manila              | ITF $10.000 | Hartplatz | Czarina-MaeArevalo  | 6:1, 6:4      |
| 2.  | Juli 2006       | Bangkok             | ITF $10.000 | Hartplatz | Ayu-Fani Damayanti  | 6:4, 6:4      |
| 3.  | September 2011  | Yeongwol            | ITF $10.000 | Hartplatz | Yuan Yue            | 6:2, 6:3      |
| 4.  | Februar 2012    | Scharm asch-Schaich | ITF $10.000 | Hartplatz | Lynn Schonhage      | 7:5, 1:6, 6:1 |
| 5.  | Juni 2012       | Scharm asch-Schaich | ITF $10.000 | Hartplatz | Jekaterina Jaschina | 65, 6:3, 6:4  |
| 6.  | 5. Oktober 2012 | Bidar               | ITF $10.000 | Hartplatz | Yumi Miyazaki       | 6:2, 6:3      |

### Doppel
| Nr. | Datum            | Turnier             | Kategorie   | Belag     | Partnerin          | Finalgegnerin        | Ergebnis          |
| --- | ---------------- | ------------------- | ----------- | --------- | ------------------ | -------------------- | ----------------- |
| 1.  | Juli 2012        | Scharm asch-Schaich | ITF $10.000 | Hartplatz | Anna Morgina       | Magy Aziz Mora Eshak | 6:1, 6:2          |
| 2.  | 27. Oktober 2012 | Seoul               | ITF $25.000 | Hartplatz | Nigina Abduraimova | Kim Ji-young Yoo Mi  | 6:4, 2:6, [12:10] |